# Renate Rössing
Pour les articles homonymes, voir Rössing.
Renate Rössing, née Winkler le 15 avril 1929 à Dresde et mort le 11 juillet 2005 à Leipzig, est une photographe est-allemande dont la carrière survécut au Tournant de 1989-1990. Elle reste essentiellement connue pour ses photos de Leipzig et de Dresde dans les années 1950 et 1960, notamment sur tout ce qui avait trait à la vie quotidienne en République démocratique allemande.

## Biographie
Le 13 février 1945, elle fut la seule de sa famille à survivre au bombardement de Dresde et dut rester terrée dans la cave plusieurs jours. Jusqu'à la fin de sa vie, son corps porta les cicatrices dues aux munitions au phosphore blanc. Peu après son sauvetage, on lui prêta un appareil et elle photographia le paysage maintenant dévasté de la Florence du nord (de).
Après avoir d'abord vainement postulé à l'école de cinéma de Babelsberg Konrad-Wolf de Potsdam pour devenir documentariste, elle étudia la photographie à l'école supérieure des beaux-arts de Leipzig entre 1948 et 1951 avec Johannes Widmann comme professeur. Parmi les autres étudiants, il y avait Bernhard Heisig (de), Wolfgang Mattheuer (de), Werner Tübke, Günter Rössler, et surtout Roger Rössing avec qui elle se maria.
Ils travaillèrent à deux pendant plus de 55 ans et publièrent environ 90 livres. Leurs photos furent d'abord attribuées à Rössing-Winkler, puis à Rössing, mais il était difficile de déterminer lequel des deux tenait l'appareil. Néanmoins, pour Rolf Richter, un ami du couple, Renate était la plus aventureuse pour choisir les lieux de prises de vue, n'hésitant pas à se percher sur le rebord du toit des immeubles pour obtenir des panoramas originaux. C'était aussi souvent elle qui était responsable de la composotion et de la légende.
Citoyenne est-allemande privilégiée, elle avait le droit de voyager à l'étranger.
Les travaux du couple sont archivés à Deutsche Fotothek et à la Sächsische Landesbibliothek – Staats- und Universitätsbibliothek Dresden.

## Galerie
Portraits de Renate Rössing.

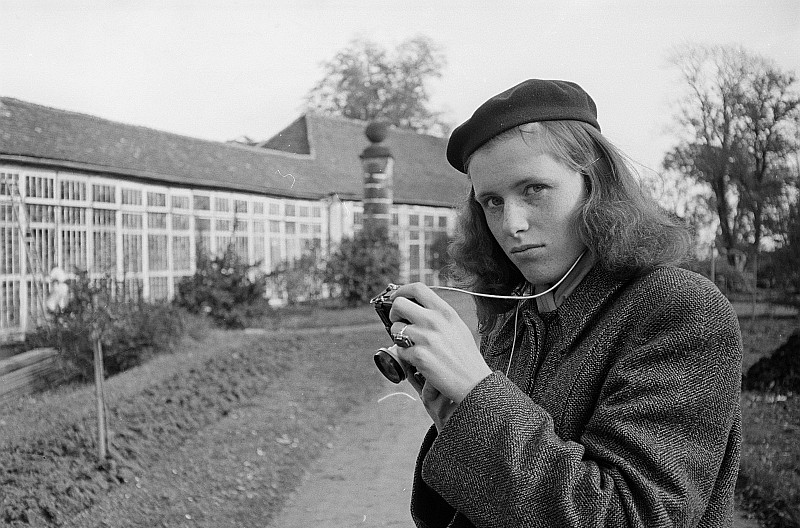
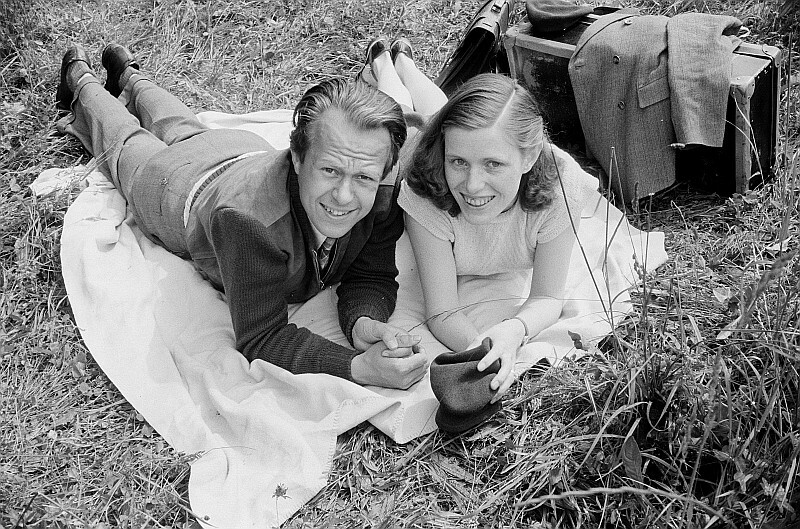
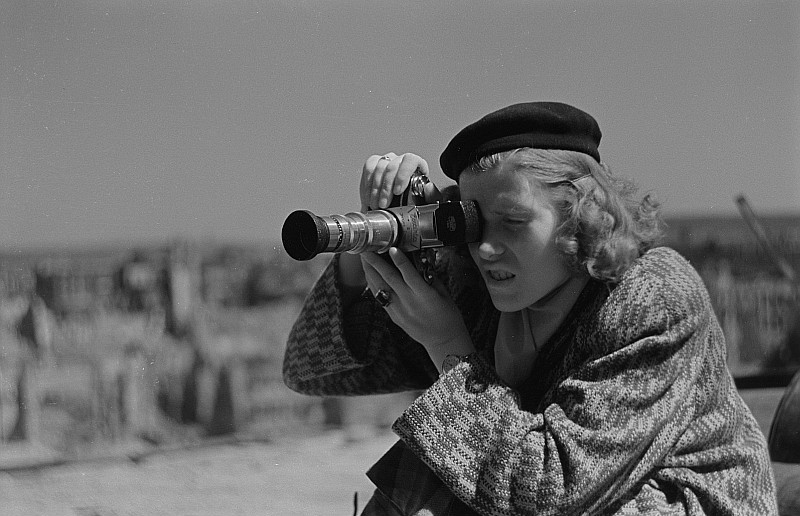
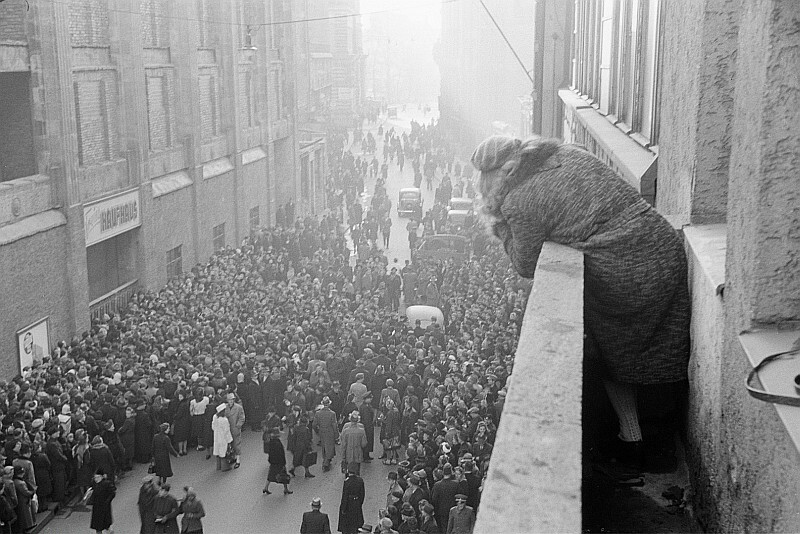
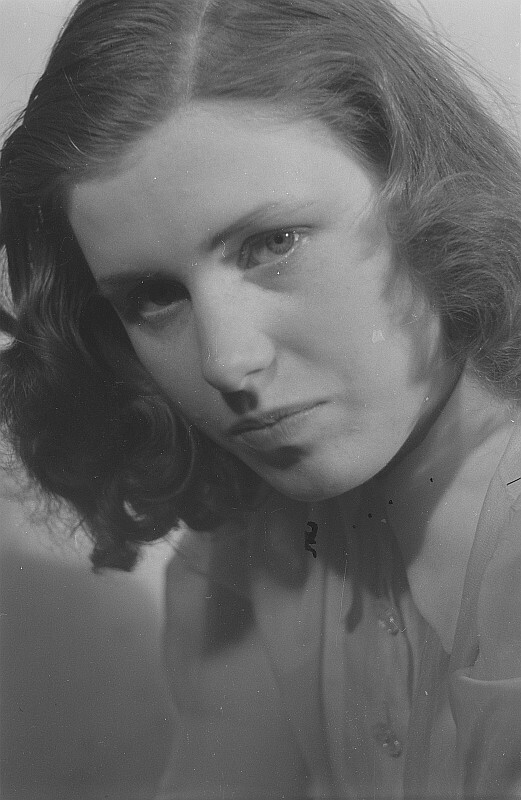
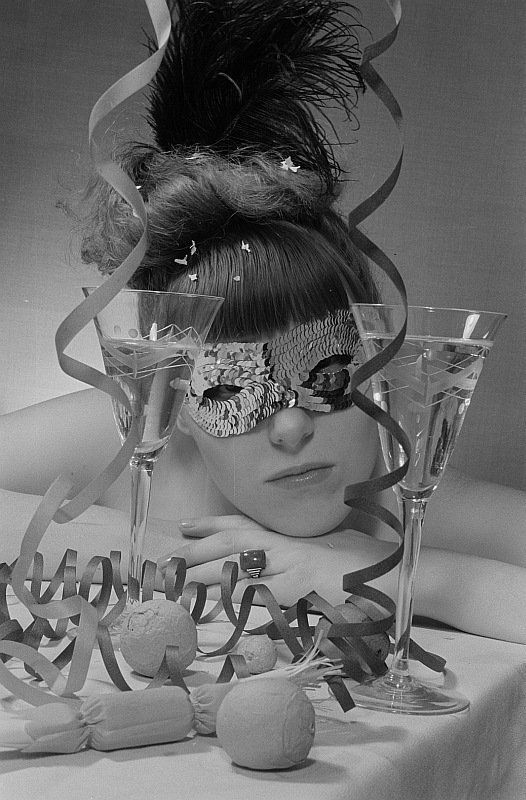

Photos de Renate et Roger Rössing (il est difficile de déterminer lequel des deux était derrière l'objectif).

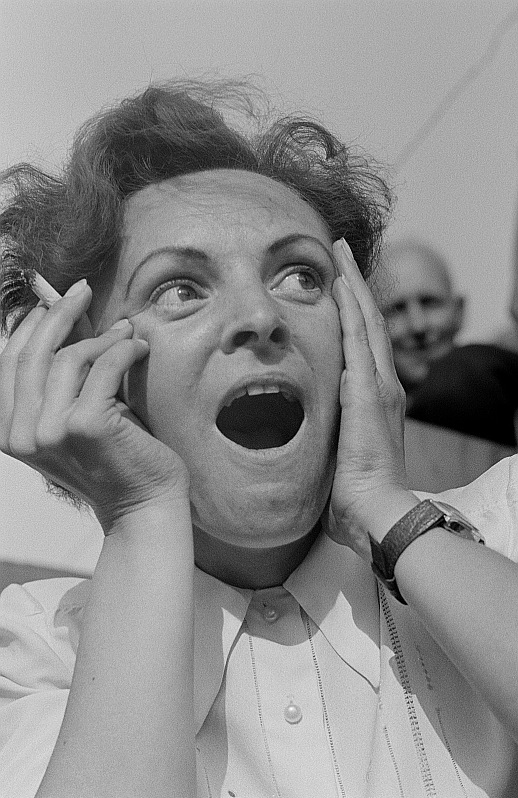
Spectatrice au Leipziger Stadtparkrennen (de), 1954
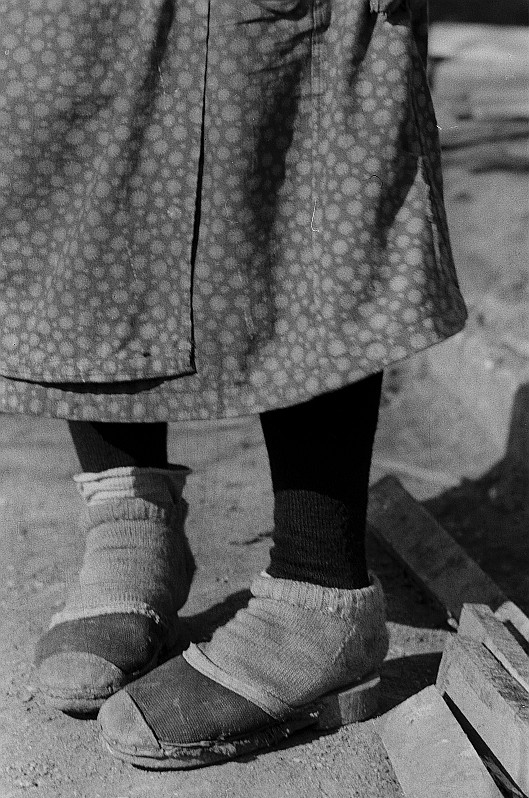
Chaussures d'après-guerre
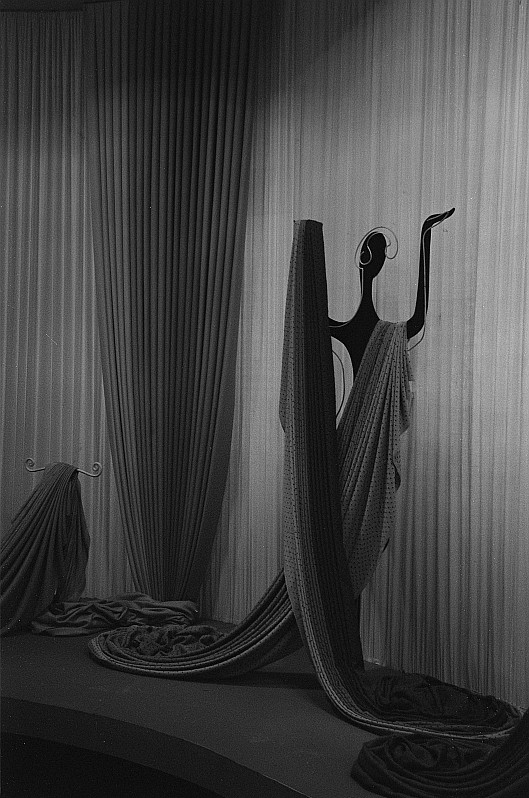
Exposition de textiles à la foire d'automne de Leipzig, 1954
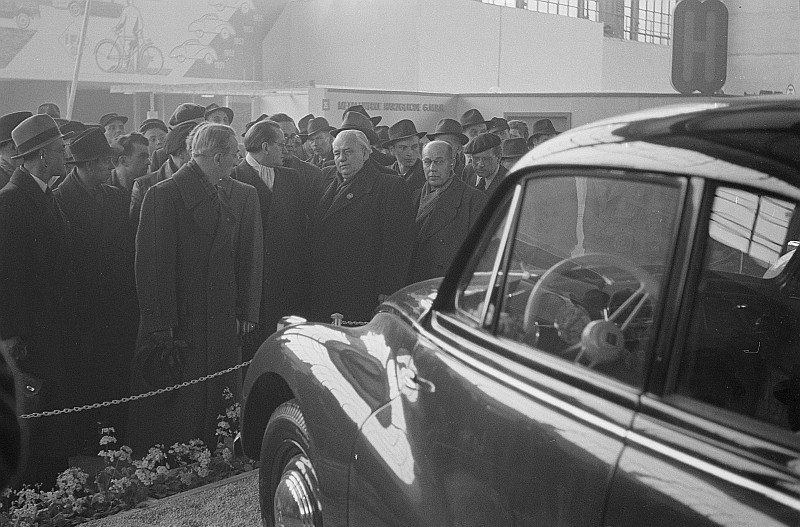
Wilhelm Pieck devant une IFA F9 en 1951.
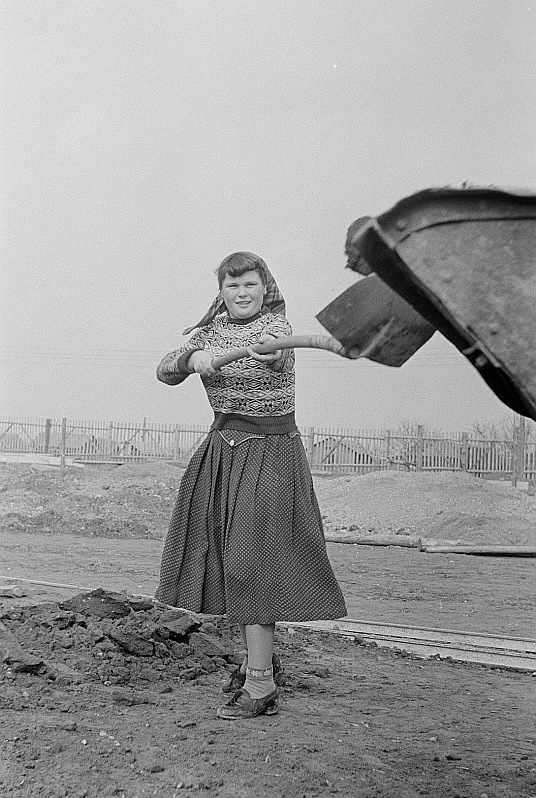
Travailleuse, mars 1954
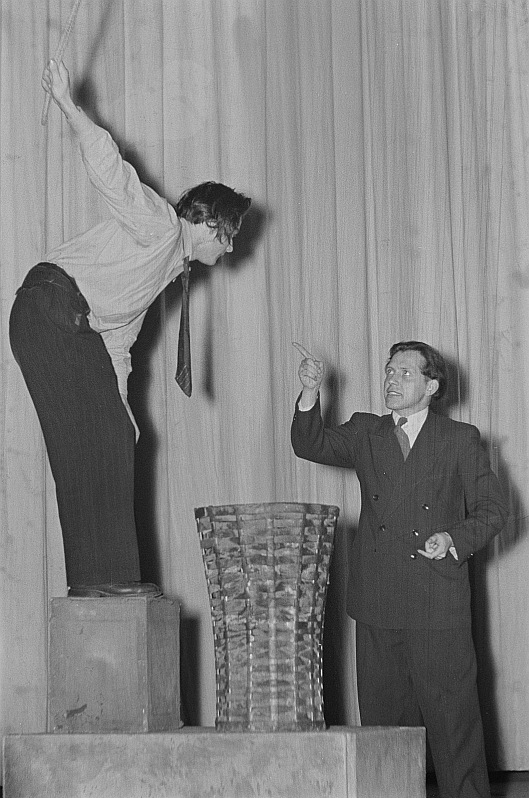
Cabaret Le Moulin à poivre de Leipzig
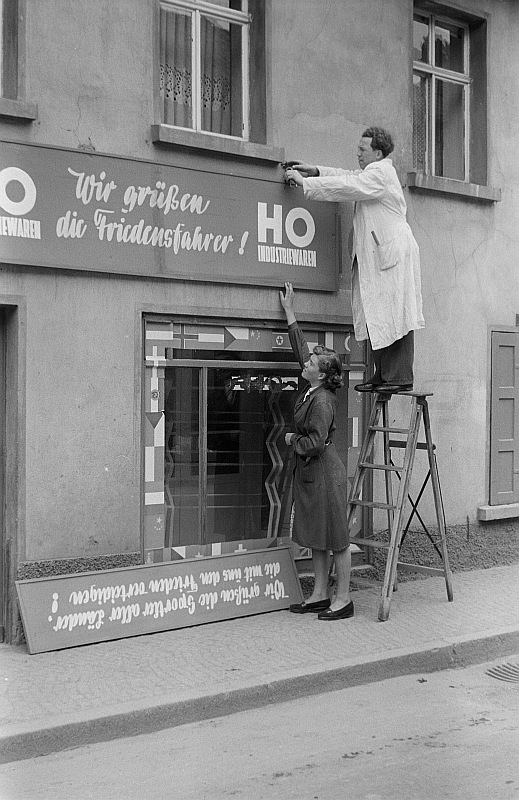
Employés d'HO (Handelsorganisation) décorant leur magasin avant une Course de la Paix. Borna, 1954.

## Œuvres
- Roger et Renate Rössing: Menschen in der Stadt. Fotografien 1946–1989. Lehmstedt, Leipzig 2006,  (ISBN 3-937146-32-6).
- Roger et Renate Rössing: Rössings Sammelsurium. Texte zur Erinnerung an Renate Rössing (1929–2005). Connewitzer Verlagsbuchhandlung, Leipzig 2005,  (ISBN 3-937799-19-2).
- Roger et Renate Rössing: Leipzig in den Fünfzigern. Kiepenheuer, Leipzig 2003,  (ISBN 3-378-01063-0).
- Roger et Renate Rössing: Parkansichten. Bilder aus historischen Parkanlagen zwischen Eisenach und Cottbus. Brockhaus, Leipzig 1991,  (ISBN 3-325-00269-2).
- Roger et Renate Rössing: Leipzig in Farbe. Brockhaus, Leipzig 1984,  (ISBN 3-7972-0109-5).